# Institut de Recerca Contra la Leucèmia Josep Carreras
L'Institut de Recerca Contra la Leucèmia Josep Carreras (IJC) és un centre de recerca creat el 2010, fruit de la col·laboració entre el Govern de la Generalitat de Catalunya i la Fundació Privada Internacional Josep Carreras, com a centre de referència mundial en la recerca biomèdica en l'àmbit de les hemopaties malignes i, en especial, de la leucèmia. Forma part com a centre de recerca d'excel·lència de la xarxa de Centres de Recerca de Catalunya (CERCA).
L'IJC, que neix d'una iniciativa conjunta entre la Generalitat de Catalunya i la Fundació Internacional Josep Carreras, entitat fundada el 1988 pel tenor Josep Carreras, per tal de lluitar contra la leucèmia, és gestionat per una fundació de nova creació amb presència d'aquestes dues institucions. En el patronat de la Fundació també hi són representats: la Universitat de Barcelona, la Universitat Autònoma de Barcelona i l'Ajuntament de Badalona.
L'IJC compta amb cinc localitzacions científiques independents i coordinades entre si: Can Ruti, l'hospital Clínic, Sant Pau, Mar i Trueta. La seu es troba a la localització Can Ruti, ubicada a Badalona, que va ser inaugurada el 2018, en un espai de més de 10.000 metres quadrats on centenars d'investigadors, tant nacionals com internacionals, treballen conjuntament per tal de trobar la cura de la leucèmia i d'altres malalties malignes de la sang.
Des del 2018 el director de l'Institut de Recerca Contra la Leucèmia Josep Carreras és l'investigador Manel Esteller i Badosa.